# Port Glaud

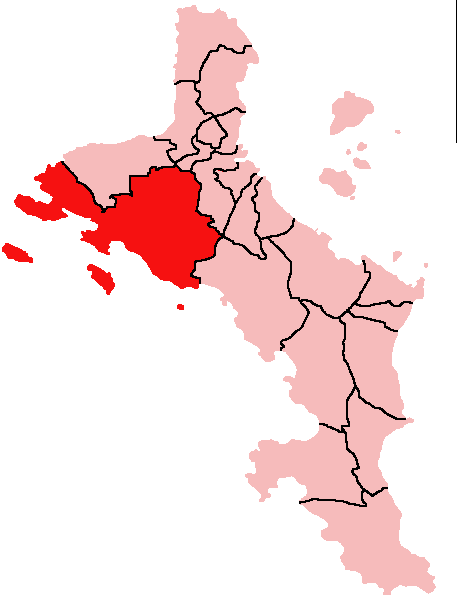
Distriktets läge.

Distriktet Port Glaud är ett av Seychellernas 26  distrikt.

## Geografi
Distriktet har en yta på cirka 25,4 km² med cirka 2 200 invånare. Befolkningstätheten är 87 invånare / km².
Port Glaud ligger i regionen Västra Mahé (West Mahé).

## Förvaltning
Distriktet förvaltas av en district administrator och ISO 3166-2 koden är "SC-21". Huvudorten är Port Glaud.
Sedan 1994 lyder varje distrikt under "Local Government" som är en enhet av departementet Ministry of Local Government, Youth and Sport. Distriktens roll är att främja tillgång av offentliga tjänster på lokal nivå.
Distriktets valspråk är: "Friendship and unity for progress" (Vänskap och enighet för utveckling).